# کالفیلد، ویکتوریا
کالفیلد (به انگلیسی: Caulfield) یک منطقهٔ مسکونی در استرالیا است که در ملبورن واقع شده‌است.